# Kenny Florian
Kenneth "Kenny" Florian (ur. 26 października 1976 w Los Angeles) – amerykański zawodnik brazylijskiego jiu-jitsu (czarny pas, III dan) oraz mieszanych sztuk walki (MMA) w latach 2003-2011 pochodzenia peruwiańskiego. Trzykrotny pretendent do pasów mistrzowskich Ultimate Fighting Championship oraz finalista pierwszego sezonu The Ultimate Fighter. Jest jednym z dwóch zawodników (wraz Diego Sanchezem) który rywalizował podczas swojej kariery w UFC w czterech różnych kategoriach wagowych: średniej (-84 kg), półśredniej (-77), lekkiej (-70) oraz piórkowej (-66). Aktualnie jest komentatorem oraz ekspertem sportowym gal UFC.

## Kariera sportowa
Urodził się w Los Angeles. Rodzice Kenny'ego, Agustin i Ines pochodzili z Peru. Będąc w college'u trenował piłkę nożną będąc wraz z drużyną w NCAA Division 1. Po ukończeniu studiów zainteresował się jiu-jitsu, a dokładniej jego brazylijską odmianą. Jest wielokrotnym medalistą mistrzostw North American Grappling Association (NAGA) oraz Grapplers Quest. W 2003 zajął 3. miejsce na Mistrzostwach Panamerykańskich IBJJF w wadze średniej, a jeszcze w tym samym roku został promowany na czarny pas w brazylijskim jiu-jitsu.

### Kariera MMA
W styczniu 2003 zadebiutował w MMA pokonując Jasona Girouxa przez poddanie w 1. rundzie. W 2005 wziął udział w pierwszej edycji reality show The Ultimate Fighter, gdzie dotarł do finału wagi średniej w którym przegrał Diego Sanchezem przez TKO. Mimo porażki otrzymał angaż w organizacji Ultimate Fighting Championship. Przez następny rok toczył walki na mniejszych galach UFC w kategorii półśredniej oraz lekkiej, wygrywając wszystkie pojedynki oraz otrzymując szanse walki o zwakowane mistrzostwo wagi lekkiej po Jensie Pulverze z Seanem Sherkiem, którą ostatecznie przegrał jednogłośnie na punkty (14.10.2006, UFC 64).
W latach 2007–2008 zanotował passę sześciu zwycięstw z rzędu m.in. nad Dokonjonosuke Mishimą oraz Joe Lauzonem. Po zwycięstwie nad Joe Stevensonem w listopadzie 2008, ponownie otrzymał szansę zdobycia tytułu. 8 sierpnia 2009 na UFC 101 stoczył pojedynek z B.J. Pennem, jednak Florian nie sprostał Hawajczykowi i przegrał z nim przed czasem (duszenie zza pleców).
Na przełomie 2009/2010 wygrywał przed czasem z utytułowanymi zawodnikami - Claytonem Guida oraz Takanorim Gomim. W sierpniu 2010 przegrał z Grayem Maynardem po czym zszedł kolejny raz kategorię niżej - do piórkowej. Po wygranej nad Diego Nunesem w nowej kategorii, 8 października 2011 zmierzył się o mistrzostwo UFC wagi piórkowej z José Aldo, lecz kolejny raz nie poradził sobie w mistrzowskim starciu, przegrywając z Aldo jednogłośnie na punkty.
Po walce z Aldo, postanowił zawiesić karierę, głównie z powodu kontuzji pleców. 31 maja 2012 oficjalnie zakończył karierę zawodniczą, skupiając się na komentowaniu gal UFC.

## Osiągnięcia[8][9]
Grappling / Brazylijskie jiu-jitsu:
- 2002: Copa Atlantica - 1. miejsce (brązowe pasy)
- 2003: Mistrzostwa Panamerykańskie IBJJF - 3. miejsce w kat. średniej (brązowe pasy)
- Mistrz NAGA Superfight w brazylijskim jiu-jitsu
- Mistrz NAGA w kategorii otwartej (gi)
- Mistrz NAGA w kategorii średniej (gi)
- NAGA North Eastern Grappling Championships – 3. miejsce w kat. lekkiej
- Mistrz Grapplers Quest Superfight
- Grapplers Quest Worlds Superfight – 3. miejsce w absolutnej
- Grapplers Quest US Nationals – 3. miejsce w kat. średniej